# Орёл Зевса

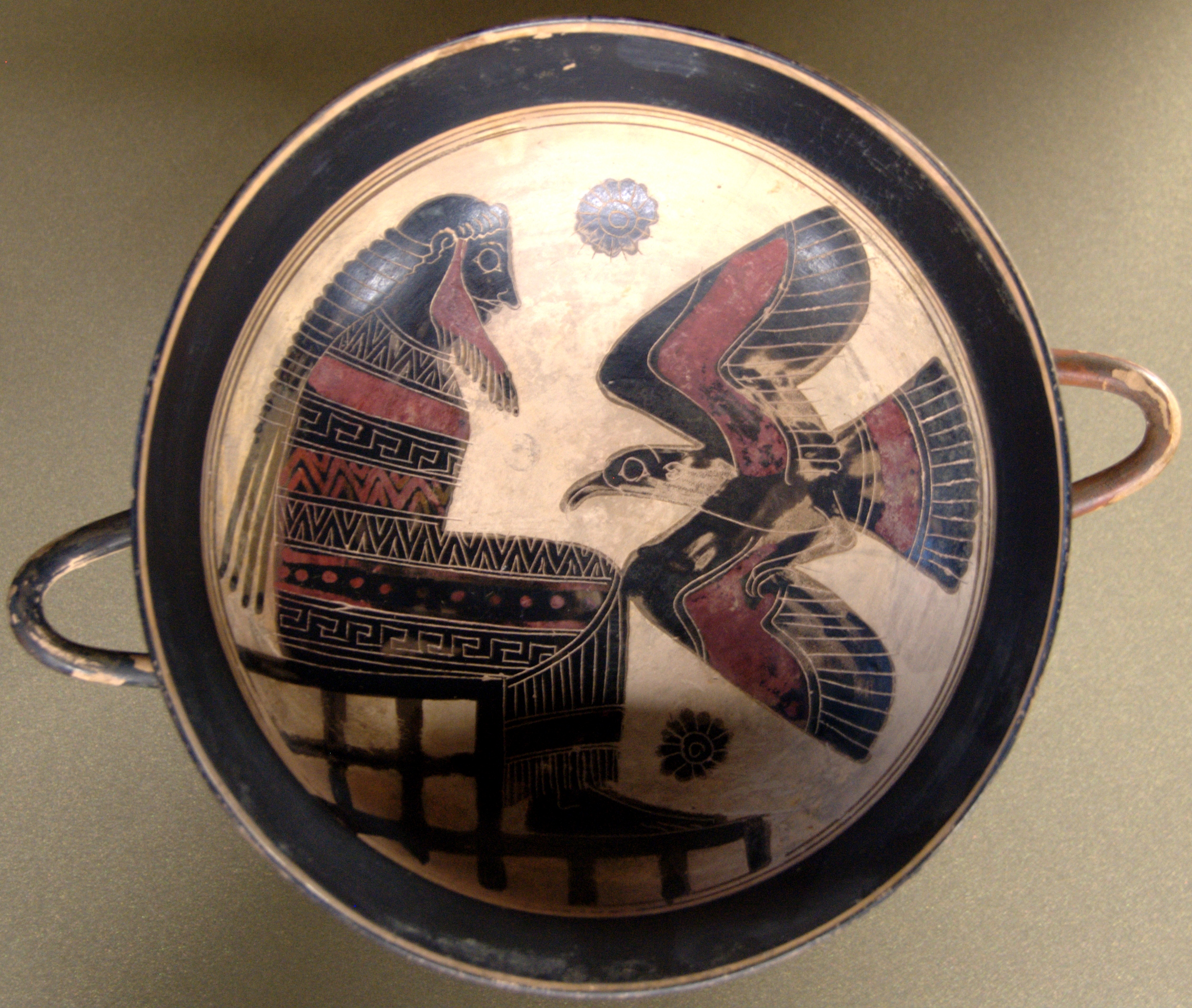
Зевс и орёл на кратере примерно 560 г. до н. э.

Орёл Зевса (др.-греч. ἀετός Διός, лат. aetos Dios) — один из главных атрибутов Зевса, верховного олимпийского бога, и его римского аналога Юпитера.

## Орлы в античности
В античном мире орлы были наиболее известными птицами. Легенды рассказывали об их уникальных качествах, таких как утверждение Аристотеля, что морской орёл заставлял своих птенцов смотреть на солнце и убивал тех, у которых слезились глаза; или Плиния Старшего, что в орлов не попадают молнии; а в «Геопонике» X века написано, что захороненное на сельскохозяйственном поле крыло орла защищало посевы или виноградники от града (I, 14, 2).
Их считали божественными птицами, посланниками Зевса и пророческими вестниками. Уже в «Илиаде» орёл назван быстрокрылым вестником, сильнейшей из птиц, «любезнейшей всех самому громовержцу» (XXIV, 292, 311). Его считали оруженосцем Зевса, державшим его молнии (перуны). Плиний рационалистически объяснил это тем, что в грозовых облаках клюв орла должен полыхать огнём.

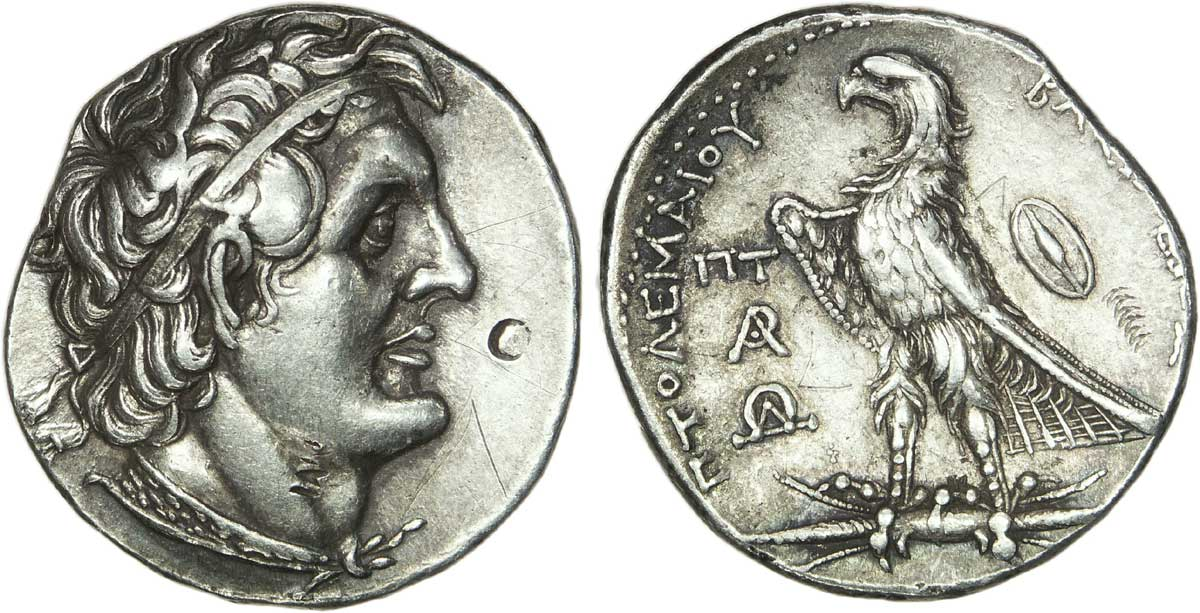
Орёл Зевса, держащий перун, на реверсе тетрадрахмы эллинистического Египта примерно 250 г. до н. э.

Зевса и Юпитера изображали с орлиным скипетром, с орлом, сидящим на руке или рядом на полу. Эти вариации были обычными типами римской скульптуры. В поздней античности появился восточный мотив — Юпитер, летящий на орле.
В связи с таким статусом орла, его стали использовать в качестве эмблемы античные правители, начиная с Александра Македонского. А римские легионы имели штандарт в виде серебряного золотого орла на шесте — аквилу, окружавшийся благоговением.

## Мифы
О происхождении этого атрибута повествуют два основных греческих мифа. Справедливого царя Перифанта подданные стали почитать, как Зевса, из-за чего бог разгневался и собирался его убить, но после заступничества Аполлона превратил в орла, сделав царём птиц и стражем своего священного скипетра.
По другой версии, орла в древности сотворила Гея. В начале титаномахии Зевс увидел орла, что предвещало ему победу, поэтому он поместил золотого орла на своём скипетре (этим Фабий Планциад Фульгенций объяснил появление аквилы), либо орёл возвестил о победе в ней или гигантомахии.
В любовных приключениях Зевс иногда сам превращался в орла, например, чтобы похитить Ганимеда (по другой версии юношу доставил ему посланный орёл). По указанию Зевса орёл клевал печень Прометея.